# Pantalla de agua

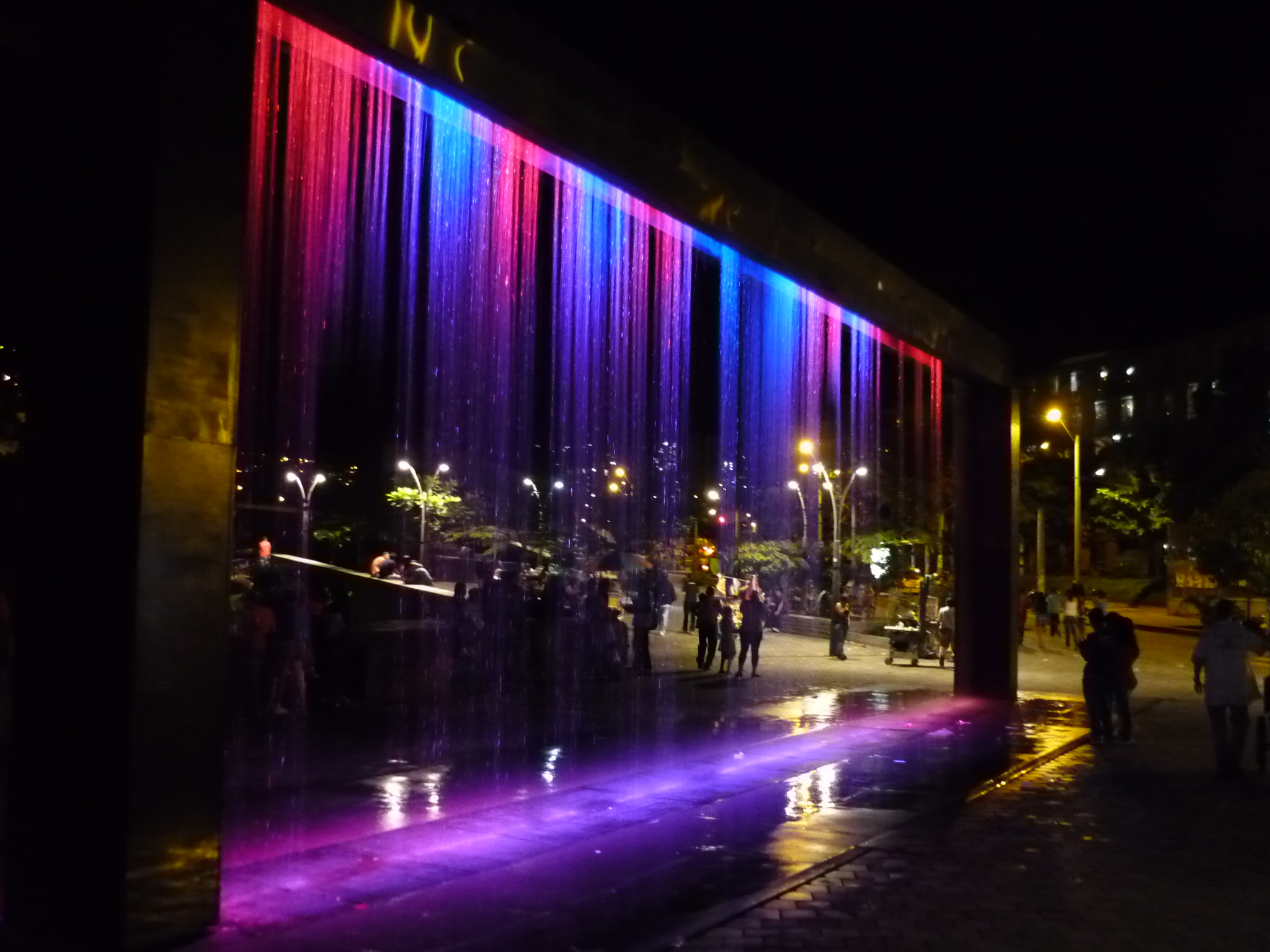
Pantalla de agua iluminada, Medellín.

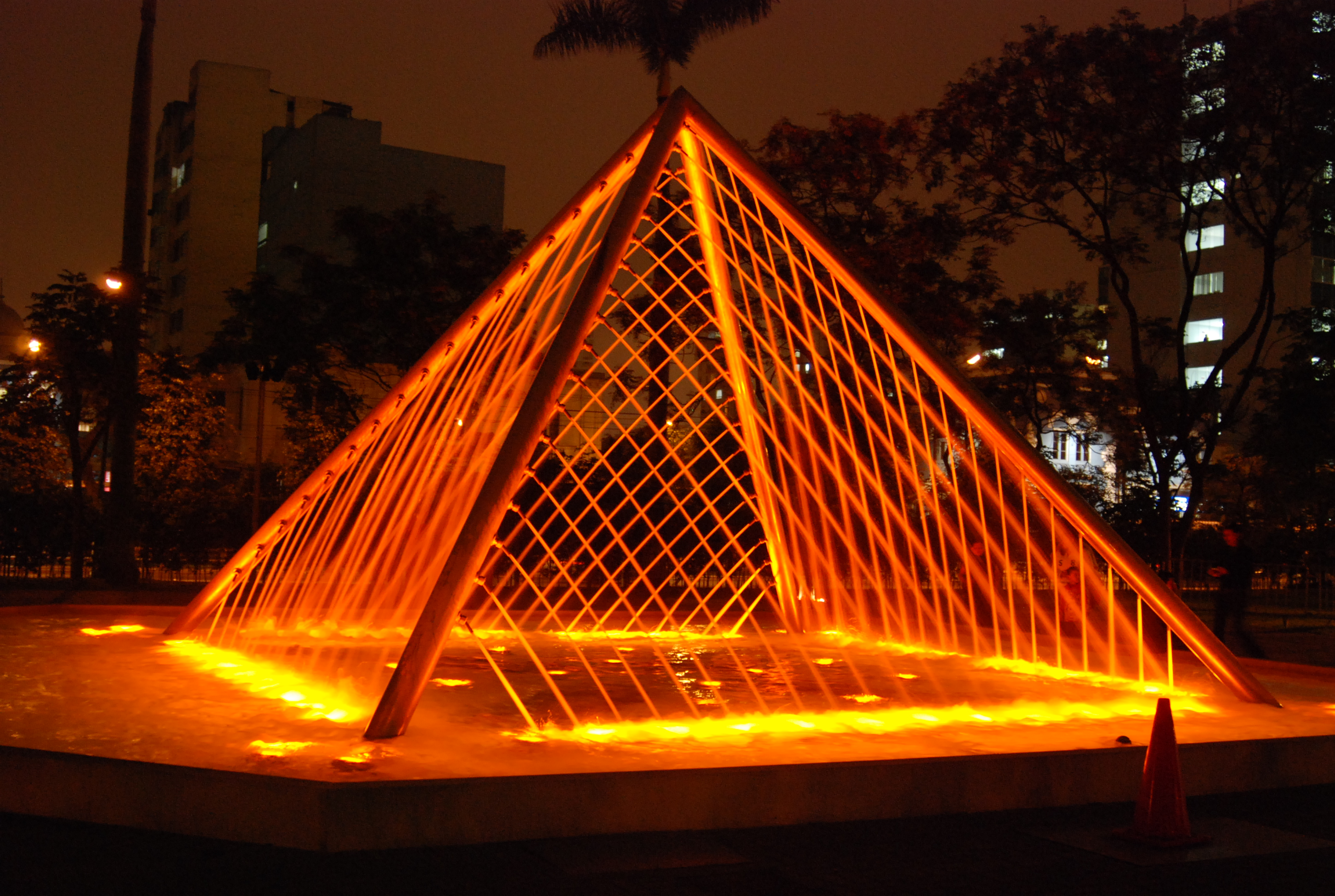
Pirámide de pantallas de agua, Lima.

proyección de video sobre pantalla de agua realizado en un evento social en Argentina por trentuno.com

Una cortina o pantalla de agua es una tecnología utilizada en la arquitectura, urbanismo y en eventos temporales que convocan a público masivo, que consiste en un sistema de fuentes de agua compuestas por una o varias hileras de surtidores de agua, con válvulas ubicadas a cierta altura, que disponen chorros alineadamente (rectos o curvos) que forman un biombo controlado digitalmente, similar a una cascada. Los chorros pueden ser desactivados, cambiados de presión y manejarse para crear distintas situaciones espaciales o bien para crear figuras en movimiento, gráficos, textos o diferentes medios para llamar la atención del observador. La rapidez de las válvulas crea segmentos utilizados como pixeles para generar estos medios. Algunas pantallas se complementan con el uso de proyección luces que inciden en los chorros en movimiento, con proyecciones de videos de alta calidad o incluso, proyección de imágenes 3D a través de varias pantallas de agua dispuestas estratégicamente para crear el efecto deseado.

## Suministro de agua y control de funciones
Las pantallas de agua requieren un sistema de captación y filtración (colector) que vuelva a integrar el agua caída filtrada al sistema de chorros, diseñado para que el agua no se pierda por efectos de viento u otros factores externos (evaporación, sismos, etc.). Este sistema necesita de una o varias bombas (dependiendo la magnitud de la pantalla) que bombean el agua nuevamente a la parte superior de la pantalla y de un tanque que almacena el agua.
Los surtidores pueden ponerse en posición vertical (formando una pantalla plana) o variar de posiciones para generar una pantalla de tipo parabólica o mixta, dependiendo de los usos que se requieran. Estas pantallas pueden ser muy interactivas (pudiendo controlar independientemente cada válvula) o más estáticas (controlando válvulas agrupadas).
Las válvulas distribuidoras del agua pueden encontrarse en forma de módulos prefabricados, con distintas velocidades de respuesta, también pueden incluir sensores de movimiento (para permitir traspasarlas sin mojarse) y luces led. El funcionamiento de la pantalla puede controlarse a través de distintos medios interactivos; como controladores a través de WiFi, Internet hasta Teléfonos inteligentes y Tabletas. Los precursores del control digital de las cortinas de agua fueron la marca Digital Water Curtain de la empresa Lumiartecnia, quienes comenzaron la producción de cortinas de agua el año 2006.

## Desarrollo
Desde la masificación de las pantallas de agua a comienzos del siglo XXI, que antes eran fabricadas artesanalmente, las empresas fabricantes de pantallas de agua han ahondado en nuevas formas de mejorar sus productos aplicando la pantalla de agua como concepto inicial, pero modificando su funcionamiento. De estas investigaciones surgió el muro o pantalla de niebla, tecnología aún en desarrollo, pues se trata de la misma idea de una pantalla de agua, pero en vez de gotas o chorros lo que se expulsa son partículas muy pequeñas de agua generando una niebla. El principal problema de esta nueva idea es la baja inercia de la niebla de agua en comparación con las gotas de agua, ya que los más pequeños remolinos de aire provocan interferencias en la pantalla. Aun así, ya hay empresas que tienen productos de este tipo disponibles en Estados Unidos, Alemania y China.

## Usos
- Interior: muros interactivos o de división de espacios, utilizados en centros de comercio, vestíbulos de hoteles, aeropuertos, etc. como atracción de público o publicidad. Consta de segmentos de distribución de agua, que producen una cascada espacialmente estrecha. El agua que cae se recoge en un tanque y se transporta a través de una bomba nuevamente al ciclo. La ventaja de este principio es la dispersión homogénea de agua y la baja producción de salpicaduras, es por esto que se utiliza principalmente en el interior. El factor decisivo para la calidad de la pantalla cortina de agua es el número de válvulas por metro lineal, el diseño de la boquilla, la distribución homogénea de agua dentro de la pantalla, el peso de la estructura, la mantenibilidad (limpieza de los inyectores), la tecnología de bomba utilizado y las propiedades del material de los segmentos de distribución de agua.

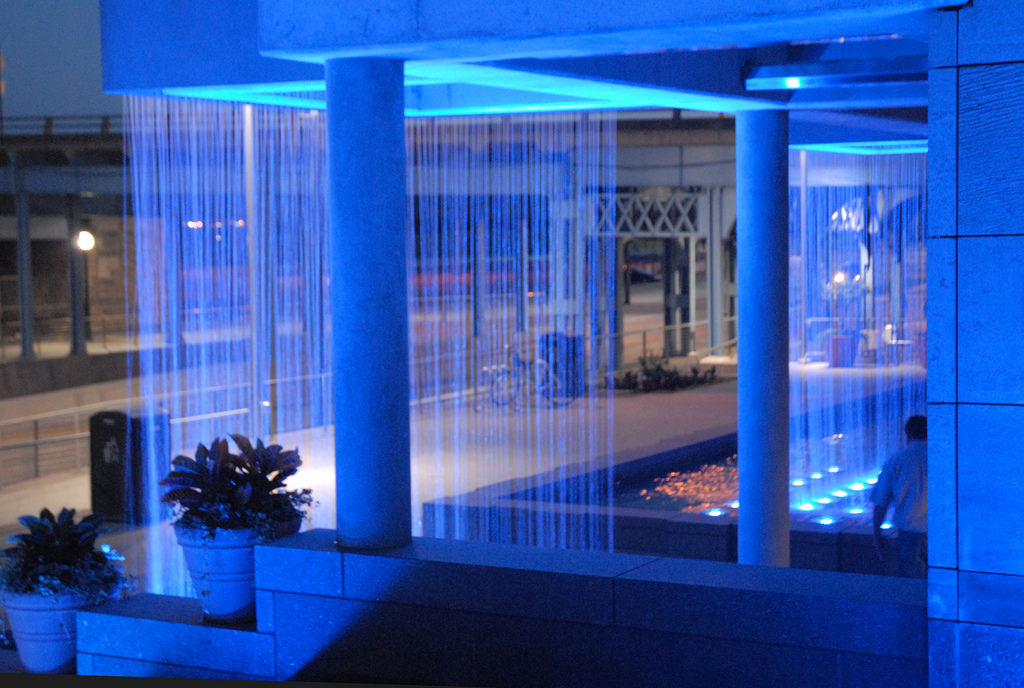
Pantalla de agua de exterior.

- Exterior: diseño de plazas y espacios públicos, se utilizan las pantallas de agua como un mediador de temperaturas, favoreciendo la ventilación de espacios calurosos y fomentando el uso de estos espacios como lugar de recreación. Este tipo de pantallas cumple con las mismas características que las utilizadas en el interior, sin embargo, el eje colector del agua puede ser menos minucioso pues el agua salpicada no produce daños al exterior.
- Proyección de videos e imágenes: La proyección de videos e imágenes se usa principalmente en eventos que convocan la concurrencia de mucho público, por lo cual las pantallas se usan como un medio de comunicación hacia el público, ya sea como medio de entretenimiento o simplemente de publicidad. Para la proyección de videos las pantallas de agua a usarse suelen ser de tipo homogéneas y de chorros de agua lo más fino y transparente posible (incluso siendo las partículas de aguas pulverizadas a presión y retroproyectadas[5]) de modo que los gráficos láser, videos o diapositivas se vean nítidos. Además de esto es necesario un ambiente oscuro que permita el contraste entre lo proyectado y el fondo, de modo que no se confunda. El proyector de imágenes o video debe estar ubicado entre el espectador y la pantalla, o bien por arriba del espectador, de modo que el espectador no interviene en la proyección. Debido a la alta transparencia del agua, la imagen deseada es visible solo en condiciones óptimas, se busca que el agua no proyectada no se vea, para que la imagen proyectada se vea como un holograma. Un ejemplo es la pantalla de agua utilizada para los Juegos Olímpicos de Atenas 2004.
- Gasa: Formas aisladas dispuestas en la pantalla de agua, diferentes tamaños y transparencias de acuerdo a la cantidad de agua utilizada. no se reconoce la pantalla con su forma, sino que las imágenes mostradas definen el tamaño de la pantalla.
- Pared de escritura (watergraphic): Uso exclusivo de textos en movimiento o estáticos. Los chorros de agua individuales son controlados muy rápidamente para producir textos que se mueven de lado a lado, hacia abajo o en cualquier dirección. Las letras son las gotas de agua mientras que el fondo de texto es lo que se ve detrás de la pantalla de agua, por lo que es necesario un contraste entre el color del agua y el fondo visible para que se pueda leer el texto sin complicaciones. Las velocidades de movimiento de los textos deben ser controladas de acuerdo a los requerimientos y configuradas para que el observador pueda leer antes que el texto desaparezca de su visión.